# Río Jopior
El río Jopior (también transcrito como Khoper o Khopior) (del ruso: Хопёр) es un largo río localizado en la parte meridional de la Rusia europea, el principal afluente del río Don. Su longitud total es de 979 km y su cuenca drena una superficie de 61 100 km².
Administrativamente, el río discurre por el óblast de Penza, el óblast de Sarátov, el óblast de Vorónezh y el óblast de Volgogrado de la Federación de Rusia.

## Geografía
El río Jopior tiene su fuente en los Altos del Volga, en el óblast de Penza, en la meseta occidental de la cuenca del Volga, al suroeste de la ciudad de Penza (518.025 hab. en 2002). El río discurre en dirección predominantemente Sur, con un curso típico de ríos de llanura, con muchas curvas y meandros. 
En un primer tramo se dirige en dirección sur, recibiendo al poco de nacer los ríos Serdoba y Krutec. Pronto se adentra en el óblast de Sarátov, que atraviesa por su parte noroccidental y recibe por la derecha al río Iznair. Siguiendo en dirección sur, llega a la ciudad de Arkadak (14.438 hab.), la primera importante de sus curso y luego a Balashov (98.330 hab.). El río vira hacia el Oeste describiendo un curso muy sinuoso con amplias curvas y cambios de dirección. 
Entra por el extremo oriental en el óblast de Vorónezh, y llega a Borisoglebsk (69.392 hab.), donde recibe por la izquierda a uno de sus principales afluentes, el río Vorona (454 km y una cuenca de 13.200 km²). Sigue por Povórino (18.342 hab.) y Novojopiorski (7.640 hab.), pasada la cual recibe por la derecha al río Savala (285 km y una cuenca de 7.720 km²) y se vuelve hacia el Sur, abandonando el óblast de Vorónezh para entrar por el lado septentrional en el óblast de Volgogrado. Sigue aguas abajo en dirección sur, pasando frente a la ciudad de Uriúpinsk (41.960 hab.), recibiendo al río Buzuluk (314 km de longitud y 9.510 km² de cuenca) antes de desembocar por la izquierda, después de 979 km de recorrido, en el río Don, a pocos kilómetros aguas arriba de la ciudad de Serafimóvich (9.939 hab.) y de la confluencia con el río Medvéditsa, a la vista de los Altos del Don.
El río Jopior es alimentado principalmente por el deshielo. Está congelado de diciembre a finales de marzo o principios de abril, con una subida muy importante de sus aguas en abril y mayo. El río es navegable un tramo de 323 km desde la boca. 
El valle del Jopior fue una de las principales zonas de implantación de poblaciones cosacas (cosacos del Jopior). 
En el curso bajo del río, cerca de Borisoglebsk, se encuentra la Reserva Natural de Jopior que tiene una población protegida de castores, bisontes y desmanes de Rusia. 
El nombre del río fue utilizado por una empresa financiera de Rusia, Khoper-Invest, que arruinó a cientos de miles de rusos en la década de 1990 con un sistema piramidal.